# Noosa National Park
Noosa National Park är en park i Australien. Den ligger i delstaten Queensland, omkring 110 kilometer norr om delstatshuvudstaden Brisbane. Noosa National Park ligger 15 meter över havet.
Närmaste större samhälle är Peregian Springs, nära Noosa National Park. Genomsnittlig årsnederbörd är 1 898 millimeter. Den regnigaste månaden är januari, med i genomsnitt 360 mm nederbörd, och den torraste är september, med 41 mm nederbörd.